# Centaurea clementei
Centaurea clementei es una especie de planta perenne de la familia  de las asteráceas. 

## Descripción
Es una planta perenne, blanco-aracnoidea. Los tallos alcanzan un tamaño de hasta 40 cm de altura, leñosos en la base, ligeramente ramificados. Hojas de lobadas a partidas; lóbulos desigualmente trenados o lobados; las inferiores con pecíolo largo, anchamente ovadas; las caulinares sentadas, ovado-lanceoladas, no decurrentes. Capítulos solitarios. Involucro de  30 x 40-48 mm, globoso. Brácteas involucrales ovado-elípticas; apéndice decurrente, semilunar, fimbriado, con parte central pardo-oscuro y fimbrias plateadas. Flores eglandulares, amarillas; las externas estériles y más pequeñas que las internas; las internas hermafroditas, con tubo de 8,5-12 mm y limbo de 9-12 mm. Aquenios de c. 6 x 3,2 mm, ovoideos, ligeramente comprimidos, escasamente vilosos; hilo cárpico basal-lateral, cóncavo, glabro. Vilano de 4-5 mm, blanquecino. Florece y fructifica de mayo a junio.

## Distribución y hábitat
Se encuentra en acantilados calizos entre 700 y 1200 metros, en el sur de España en la Campiña Alta, Subbética y Grazalema y el Norte de África.

## Taxonomía
Centaurea clementei fue descrita por Boiss. ex DC. y publicado en Prodromus systematis naturalis regni vegetabilis   7(1): 303. 1838.
Etimología
Centaurea: nombre genérico que procede del Griego kentauros, hombres-caballos que conocían las propiedades de las plantas medicinales.
clementei: epíteto otorgado en honor del botánico español Simón de Rojas Clemente y Rubio,  
Citología
Número de cromosomas de Centaurea clementei (Fam. Compositae) y táxones infraespecíficos: 2n=20, 40
Sinonimia
- Centaurea ragusina Clem. ex Boiss.
- Colymbada clementei (Boiss.) Holub[4]